# 계양령
계양령 이예길(桂陽令 李禮吉, 1601년 ∼ ?년)은 조선중기의 왕족으로 덕흥대원군의 증손이며, 종실 연성수 이복령(蓮城守 李福齡)의 2남이다.

## 생애
조선중기의 왕족으로 본관은 전주, 휘는 예길(禮吉)이다. 덕흥대원군의 증손이며, 선조의 백형 하원군의 손자이다. 아버지는 연성수 이복령(蓮城守 李福齡)이고, 어머니는 양녀(良女) 수연대(守蓮代)이다.
부인은 첨정(僉正) 능성인(綾城人) 구덕령(具德齡)의 딸로 온인 능성구씨(溫人 綾城具氏)이다.
연성수의 2남으로 신축(辛丑) 1601년(선조 34) 탄생하였다. 통직랑(通直郞) 계양령(桂陽令)에 봉작받고, 1617년(광해 9) 11월 25일 서궁 폐비 문제에 대한 상소를 논의할 때 여러 종실과 함께 의논드리길, "공론은 흔쾌히 따름으로써 종묘 사직을 안정시키소서." 하였다.
1618년(광해 10) 2월 6일 서궁 폐비 문제로 연일 논의가 있었는데 정청(庭請)에 참여하지 않은 종실(宗室)로 처음부터 끝까지 정청의 대열에 참여하지 않았다고 하여 이이첨 무리가 양사(사헌부와 사간원)을 시켜 "임금을 잊고 역적을 비호한 그들의 죄를 다스리지 않을 수 없습니다. 하면서 멀리 유배보내도록 명하소서." 상소하여 유배되었다.
인조가 즉위하고 귀양에서 풀려나서 가제조(假提調)를 역임하고, 1642년(인조 20) 6월 3일 병자호란 때 종실의 자식으로 포로가 된 사람을 공속(公贖) 해주기를 청하는 정장(呈狀)을 올렸다.
1650년(효종 원년) 가제조(假提調)를 역임하고, 별세하여 인천광역시 남동구 만수동 담방리 후록 오좌로 예장하였다.

## 가족 관계
- 아버지 : 연성수 이복령(蓮城守 李福齡)
- 어머니(계모) : 신인 안동권씨(愼人 安東權氏), 안동인(安東人) 권응성(權應星)의 딸.
- 어머니(생모) : 양녀(良女) 수연대(守蓮代)
- 부인 : 온인 능성구씨(溫人 綾城具氏), 첨정(僉正) 능성인(綾城人) 구덕령(具德齡)의 딸.
  - 장남 : 이문한(李文漢)
  - 2남 : 이장한(李章漢), 숙부(叔夫) 종실 안산부령 이득길(安山副令 李得吉)에게 출계.
  - 딸 : 청주인(淸州人) 한송(韓松)에게 출가.